# جامعة ويلسبرنج
جامعة ويلسبرينج (أو سييراس سابقًا) هي زوج من المدارس الداخلية العلاجية للأطفال والمراهقين والبالغين الذين يعانون من زيادة الوزن والسمنة المفرطة، وكلاهما تديره ويلسبرينج، وهي فرع من مجموعة أسبن للتعليم. حيث يقال إنها أول مدرسة داخلية لفقدان الوزن في الولايات المتحدة.
اعتبارا من سبتمبر 2009 كان لدى ويلسبرينج حرمين جامعيين.
يقع حرم كاليفورنيا في ريدلي، كاليفورنيا وعلى بعد حوالي 30 دقيقة جنوب شرق مدينة فريسنو، ولديه 90 طالبًا تتراوح أعمارهم بين 13-24 عامًا (الصفوف من 8 إلى 12)، بالإضافة إلى برنامج لطلاب الكلية يتم تنظيمه بالتعاون مع كلية ريدلي. الحرم الجامعي الثاني، يقع في بريفارد، نورث كارولينا والمعروف باسم أكاديمية ويلسبرينج في كارولينا (أو WSCL)، وبداخله ما يقرب من 30 طالب تتراوح أعمارهم بين 11-18 (الصفوف 6-11).

## التاريخ
تأسست جامعة سييراس في كاليفورنيا عام 2004 من قبل ريان د. كريج، الذي شغل أيضًا منصب المدير التنفيذي الأول لها. أسبن استثمرت مليون دولار في بدء التشغيل. تم إنشاء الموقع الثاني للمدرسة في ولاية كارولينا الشمالية في عام 2007. أغلقت أكاديمية ويلسبرينغ في يناير 2014 بسبب الركود الاقتصادي وعدم قدرة العائلات على دفع تكاليف برنامج العلاج.

## المنهج
تركز جامعة ويلسبرينج على أسلوب حياة صحي، مع نجاح المشاركين على المدى الطويل في المؤتمرات العلمية الدولية حول السمنة. تدعي ويلسبرينج أن برنامجها، الذي تأسس على عقود من البحث العلمي في السمنة، لديه (أفضل النتائج الموثقة لأي تدخل غير جراحي لفقدان الوزن لأي فئة عمرية).
القبول مستمر على مدار العام، مع حد أدنى للإقامة لمدة 4 أشهر. لدى الطلاب الوافدين لفصل الخريف خيار المشاركة في برنامج الحياة البرية الذي يستمر لعدة أسابيع والذي يتم إجراؤه في موقع بالقرب من الحرم الجامعي.
تستخدم ويلسبرينج منهجًا متكاملًا للياقة البدنية وفقدان الوزن. ذات مرة في البرنامج العادي، تعلم المشاركون النظام الغذائي وإدارة الأنشطة، مع الطهي والتغذية واللياقة البدنية والأيروبيكس لتمكين المشاركين من تعلم مهارات تدوم. يأكل الطلاب ثلاث وجبات قليلة الدسم ووجبتين خفيفتين يوميًا، يبلغ مجموعها حوالي 1300 سعرة حرارية وأقل من 12 غرامًا من الدهون يوميًا. هناك الحاجة أيضًا إلى ممارسة النشاط البدني اليومي المكثف، بما في ذلك رياضة المشي أو الجري على الأقل 10000 خطوة في اليوم. يتم تعزيز التغييرات السلوكية مع العلاج السلوكي المعرفي، تدريب الطلاب على السلوكيات التنظيمية الذاتية اللازمة للسيطرة على الوزن على المدى الطويل. وهذا يشمل استخدام دفتر المراقبة الذاتية اليومي لتسجيل كل شيء يأكله الطالب طوال اليوم. وفقا لباحثين لإنقاص الوزن، فإن تقنية المراقبة الذاتية هي عنصر أساسي لنجاح فقدان الوزن على المدى الطويل. بالإضافة إلى ذلك، يلتقي الطلاب مع (مدرب خبير في السلوكيات ثلاث مرات في الأسبوع لتعزيز التدريب، وتحسين القدرة على تحمل الإحباط ومهارات إدارة الإجهاد، والعمل من خلال الأنشطة التي تساهم عادة في زيادة الوزن، مثل الأكل العاطفي أو اللجوء إلى الغذاء كآلية التكيف الغير صحية. يعتبر العلاج السلوكي المعرفي أمرًا أساسيًا لبرنامج ويلسبرينج حيث تم عرضه في العديد من الدراسات لتعزيز المهارات الأساسية للتنظيم الذاتي (مثل المراقبة الذاتية) وله تأثيرات مواتية قصيرة وطويلة الأجل على فقدان الوزن.